# Mateo
Pour les articles homonymes, voir Mateo (homonymie).
Mateo est un roman d'Antoine Bello, paru en 2013. Il brosse le portrait d'un jeune footballeur surdoué à l'aube de sa carrière.

## Résumé
Mateo, un jeune prodige du football, crée la sensation en refusant les offres lucratives des plus grands clubs européens. Il s'engage à la place dans le championnat universitaire, bien décidé à gagner le titre que son père, entraîneur, n'a jamais réussi à remporter.

## Accueil critique et réception
Mateo a été finaliste du Prix Jules Rimet.
Le libraire Charybde voit dans Mateo une réflexion sur la Parabole des talents, le personnage principal se comportant constamment comme si lesdes dons exceptionnels qu'il a reçus lui créaient des devoirs et des obligations vis-à-vis de son entourage, mais surtout vis-à-vis de lui-même.
Dans le journal suisse La Gruyère, Yves Débonnaire, entraîneur de l’équipe de Suisse des moins de 16 ans, reconnaît chez Mateo certaines caractéristiques qu'il a pu observer chez des grands champions, comme leur éthique de travail ou leur insatisfaction permanente.  